# Drittsicherheit
Drittsicherheiten sind von einer Drittpartei bestellte Sicherheiten, die zur Besicherung einer Finanztransaktion zwischen anderen Entitäten eingesetzt werden. Als Drittsicherheiten können beliebige Sicherheiten mit Wertsubstanz wie zum Beispiel Immobilien, Wald-/ Agrarflächen, Gold oder Wertpapiere benutzt werden.

## Anwendung
Drittsicherheiten können zur Besicherung eines Bankkredits benutzt werden, wenn der Schuldner eine Finanzierung benötigt, aber nicht ausreichend eigene Kreditsicherheiten zur Verfügung stellen kann oder will. Mittels Drittsicherheiten können die Banken das Kreditvolumen erhöhen.